# Ctenosaura palearis
Ctenosaura palearis là một loài thằn lằn trong họ Iguanidae. Loài này được Stejneger mô tả khoa học đầu tiên năm 1899.